# Heidelberg Materials
Heidelberg Materials (anciennement HeidelbergerCement) est une entreprise allemande dont le siège est à Heidelberg, dans le quartier Neuenheim. L'entreprise est le plus gros producteur allemand de ciment. 
À l'échelle mondiale, en termes de capacité de production, HeidelbergCement est le 2e plus grand groupe cimentier (176 millions de tonnes/an) après le suisse Holcim (340 millions de tonnes/an) et avant le mexicain Cemex (94 millions de tonnes/an). HeidelbergCement est cotée au MDAX.

## Histoire

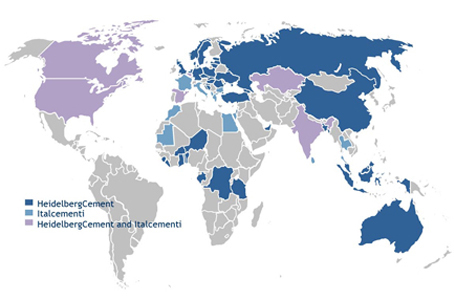
Présence d'HeidelbergCement dans le monde.

Heidelberger Zement est fondé en 1873 par Johann Philipp Schifferdecker.
HeidelbergCement devient Heidelberg Materials en novembre 2022,.

### Internationalisation
Il commence son expansion internationale en rachetant, en 1993, 42,4 % du groupe cimentier belge CBR, en pleine expansion internationale (Amérique, Europe, Asie). 
En 2005, le financier allemand Adolf Merckle lance une offre publique d'achat sur le groupe dont il détenait déjà directement 12,8 % et 10 % indirectement.
En 2007, HeidelbergCement acquiert Hanson pour 8 milliards de livres.

### Faillite évitée
En 2009, HeidelbergCement, surendetté, fait appel à de nouveaux capitaux pour éviter la faillite. En 2014, HeidelbergCement vend au fond d'insvestissement Lone Star pour 1,4 milliard de dollars Hanson Building Products, filiale présente dans les tuiles, les briques et les canalisations, aux États-Unis, au Royaume-Uni et au Canada.

### Acquisition de sociétés cimentières
En juillet 2015, HeidelbergCement lance une offre d'acquisition sur 45 % d'Italcementi (alors 5e producteur mondial de ciment à ce moment) pour 1,67 milliard d'euros, puis annonce son intention d'acheter les 55 % restants dans un second temps,,.
En septembre 2017, Cementir annonce la vente de ses activités en Italie à HeidelbergCement pour 315 millions d'euros.
En mai 2021, Martin Marietta Materials annonce l'acquisition des activités californiennes de HeidelbergCement, incluant 17 carrières et 2 cimenteries, pour 2,3 milliards de dollars.
En juin 2021, le groupe annonce que le site d'extraction de calcaire à Gotland, en Suède et fournissant 75% du ciment du pays, deviendrait le premier site à atteindre la neutralité carbone. Cependant, en juillet, la cour environnementale de Suède n'a pas renouvelé le permis d'extraction, menaçant son activité après le 31 octobre 2021.

## Controverses
HeidelbergCement a été critiquée pour son maintien en Russie malgré les tensions géopolitiques et les sanctions imposées après l'invasion russe de l'Ukraine. Bien que l'entreprise ait annoncé un gel des investissements dans ses opérations russes, des préoccupations subsistent concernant ses activités dans la région.

## Présence dans le monde
Avant l'acquisition d'Italcementi, le groupe HeidelbergCement était présent dans plus de 40 pays, totalisant notamment 102 usines de ciment, 1 300 sites de production de béton prêt-à-l'emploi. Il emploie 45 000 personnes.
Répartis en 5 zones géographiques, le groupe est présent dans divers pays.